# Ottaviano Augusto
«Оттавіано Аугусто» (італ. Ottaviano Augusto) — італійський легкий крейсер типу «Капітані Романі» часів Другої світової війни.
Свою назву отримав на честь першого римського імператора Октавіана Августа.

## Історія
Крейсер «Оттавіано Аугусто» був закладений 23 вересня 1939 року на верфі «Cantiere navale di Ancona» в Анконі. Спущений на воду 31 травня 1942 року.
Станом на 8 вересня 1943 року крейсер мав дуже високий ступінь готовності. 11 вересня Анкона була захоплена німцями, але з невідомих причин крейсер не був затоплений.
Німці зняли з корабля частину зенітної артилерії.
1 жовтня 1943 року крейсер був потоплений під час нальоту авіації союзників.
Після війни корпус корабля був піднятий. 27 березня 1947 року корабель був виключений зі складу флоту і незабаром розібраний на метал.